# نوردهورن
نوردهورن (بالألمانية: Nordhorn) هي مدينة و بلدة ألمانية تقع في ألمانيا في سكسونيا السفلى. يقدر عدد سكانها بـ 53,052 نسمة .

## المدن التوأمة
مدن كوفردن، Montivilliers، رايشنباخ إم فوغتلاند، مالبورك و رييتي هي مدن توأمة لـنوردهورن.

## أعلام
- ميخائيل شنايدر
- برنهارد برينك
- سيمون كزيومير
- أندريا بيرغ
- فيبكه كيثورن